# Regno d'Irlanda
Il Regno d'Irlanda (in irlandese Ríocht na hÉireann) fu il nome dato allo Stato irlandese sotto il controllo della Corona inglese nel 1541, a seguito di un atto del Parlamento irlandese. Rimpiazzò la Signoria d'Irlanda (Lordship of Ireland), creata nel 1171. Re Enrico VIII diventò quindi il primo Re d'Irlanda dai tempi dell'invasione normanna.
Il trono d'Irlanda era appannaggio del re d'Inghilterra. Il regno era governato da un esecutivo sotto il controllo di un rappresentante del sovrano, il Lord Deputy, più tardi denominato Lord Lieutenant of Ireland. Anche se diversi irlandesi occuparono la carica, gran parte di questi rappresentanti furono aristocratici inglesi.
Il regno era sotto il potere legislativo del Parlamento irlandese, formato dalla Camera dei Lord e dalla Camera dei Comuni, le quali si formavano quasi sempre a Dublino. I poteri del parlamento erano ristretti da una serie di leggi, soprattutto dalla Poynings Law del 1492. I cattolici e, in seguito, i presbiteriani furono, per gran parte della storia successiva, esclusi da ogni carica nel parlamento. Nel XVIII secolo cominciò a riunirsi in nuovo edificio costruito appositamente, il primo bicamerale eretto nel mondo, nella zona di College Green di Dublino.
Alcune restrizioni all'autonomia irlandese vennero tolte con le riforme introdotte nel 1782 nell'atto legislativo che venne poi chiamato Constitution of 1782 come riconoscimento per la fedeltà della maggioranza irlandese al sovrano britannico durante la guerra d'indipendenza americana ottenendo la piena indipendenza legislativa (cancellando così una legge del 1719 che limitava il potere del parlamento irlandese) fatto salvo l'eventuale diritto di veto del Lord luogotenente (come in Gran Bretagna quello del sovrano). Il Parlamento di questo periodo fu chiamato Grattan's Parliament, da uno dei principali leader che sostenne l'autonomia irlandese come di un regno distinto e si oppose poi all'unione con la Gran Bretagna nel 1800, Henry Grattan.
Nel 1793 il Roman Catholic Relief Act permise dopo un secolo ai cattolici irlandesi di votare pur ribadendo il principio per gli eletti di pronunciare il giuramento che prevedeva l'esplicito riconoscimento del Sovrano anche come capo della Chiesa rendendo di fatto impossibile per i cattolici ricoprire cariche pubbliche (situazione che verrà sbloccata solo con il Roman Catholic Relief Act 1829) ma comunque un passo importante per l'ingresso dei cattolici in politica almeno come elettori.
In seguito all'Atto d'Unione del 1800 approvato dal parlamento, il Regno d'Irlanda si fuse l'anno successivo con quello di Gran Bretagna per formare il nuovo Regno Unito di Gran Bretagna e Irlanda. Il Parlamento irlandese cessò di esistere, sebbene l'esecutivo, presieduto dal Lord Lieutenant, rimase in loco fino al 1922. L'Atto fu preceduto dalla ribellione del 1798 e la successiva invasione francese, e non fu esente da critiche e controversie.

## Suddivisioni amministrative
Anche l'Irlanda come il resto del Regno Unito di Gran Bretagna e Irlanda fu suddivisa in contee raggruppate nelle quattro regioni storiche.
- Leinster (Langenia)
  - Dublino
  - Louth (Dundalk)
  - East Meath (Trim)
  - Wicklow
  - Wexford
  - Kilkenny
  - Carlow
  - Kildare
  - Queen's Country (Maryborough)
  - King's Country (Philippstown)
  - West Meath (Mulligan)
  - Longford
- Ulster (Ultonia)
  - Antrim (Belfast)
  - Down (Downpatrick)
  - Armagh
  - Tyrone (Omagh)
  - Londonderry o Derry
  - Donegall o Tyrconel
  - Fermanagh (Enniskilling)
  - Cavan
  - Monaghan
- Connaught (Connacia)
  - Mayo (Castlebar)
  - Leitrim (Carick on Shannon)
  - Sligo
  - Roscommen
  - Galway
- Munster (Momonia)
  - Clare (Ennis)
  - Limerick
  - Kerry (Tralee)
  - Cork
  - Waterford
  - Tipperary (Clonmel)